# Antonín Bajaja
Antonín Bajaja (30. května 1942 Zlín – 16. prosince 2022 Zlín) byl český spisovatel.

## Život
Narodil se v rodině lékaře. Vystudoval Vysokou školu zemědělskou v Brně, poté pracoval v oboru: mezi lety 1965 a 1973 jako zootechnik v JZD v Želechovicích nad Dřevnicí, později jako zaměstnanec zemědělské laboratoře.
V roce 1991 se stal redaktorem brněnské redakce Československého rozhlasu, od roku 1992 působil v deníku Prostor, později v časopise Týden a souběžně byl redaktorem Svobodné Evropy. V letech 2011 až 2014 byl členem Rady České televize. Za svou publicistickou činnost i uměleckou prózu byl vícekrát oceněn.
Od roku 1996 vedl semináře tvůrčího psaní na Univerzitě Palackého v Olomouci a na Univerzitě Tomáše Bati ve Zlíně; je spoluzakladatelem časopisu pro kulturu a společenské dění Zlínského kraje Zvuk a byl také u vzniku pěveckého spolku Wlastenci při Českém centru Mezinárodního PEN klubu.

## Dílo
- Mluviti stříbro, Mladá fronta 1982
- Duely, Mladá fronta 1988 (2. vydání 2005 ISBN 80-204-1323-5)
- Pastorální: Texty na betlémskou notu, Archa 1994
- Na šéne blaue Dřevnici, Krabice 1996
- O krávě, Vyšehrad, 2001
- Zvlčení. Romaneto o vlcích, lidech a úkazech, Petrov 2003 ISBN 80-7227-156-3
- S Oblakem nad pohádkami, Krajská knihovna Fr. Bartoše, 2004
- Na krásné modré Dřevnici, Host 2009 ISBN 978-80-7294-329-6
- Zpytování, Josef Vinklát, Liberec 2011, výběr fejetonů
- Burying the Season: Blue Drevnice Waltz, Jantar Publishing, Spojené království 2016, 448 stran, ISBN 978-0-9933773-7-2

### Překlady do jiných jazyků
Bajajův román Zvlčení byl přeložen do ruštiny, běloruštiny, bulharštiny, slovinštiny a maďarštiny.
Jeho román Na krásné modré Dřevnici vyšel v listopadu 2016 v anglickém překladu jako Burying the Season: Blue Dřevnice Waltz [ˈberɪɪŋ ðə ˈsiːzən bluː dřevnice wɔːlts]; překlad pořídil David Short a předmluvu napsal Rajendra Chitnis. Poté byl v roce 2017 vydán i v polštině pod názvem Nad piękną modrą Dřevnicą.

## Ocenění
- Výroční cena nakladatelství Mladá fronta za román Duely
- Oceněné v soutěži Evropský fejeton Brno 1993
- Cena Křepelek (1994) za tvůrčí podíl na publicistickém pořadu Hlasy a ohlasy z domova Radia Svobodná Evropa
- Magnesia Litera za román Zvlčení (2004)
- Státní cena za literaturu za román Na krásné modré Dřevnici (2010).